# Guerre des mines
Ne doit pas être confondu avec les combats de mines souterrains
Dans les marines militaires, « guerre des mines » désigne toutes les opérations et tactiques relatives aux mines sous-marines : le mouillage de mines, la lutte contre les mines (dragage et chasse aux mines), et les contre-mesures préventives.
Les mines représentent une très grave menace pour les forces maritimes et le trafic commercial maritime. Employées de manière intensive au cours des deux derniers conflits mondiaux, elles ont joué un grand rôle dans la guerre navale. Depuis, elles ont également été utilisées pendant la guerre de Corée et la guerre du Viêt Nam et au cours des conflits du Moyen-Orient.

## Le mouillage de mines

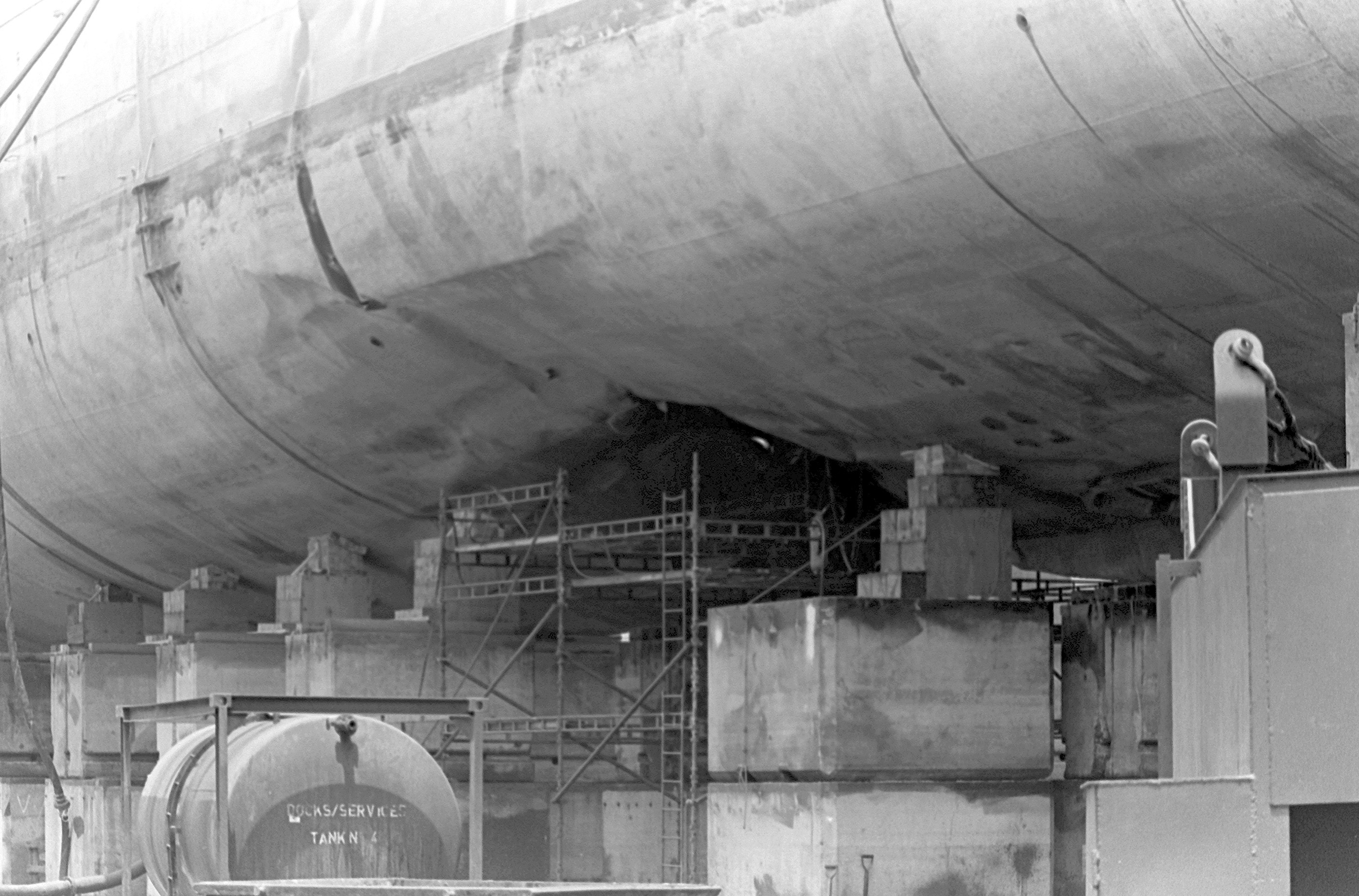
Dégâts sur la frégate de l'US Navy FFG-58 USS Samuel B Roberts après avoir touché une mine marine iranienne le 14 avril 1988

Le mouillage de mines n'exige généralement pas de bâtiment spécialisé et peut être effectué soit par tout bâtiment de surface disposant d'un moyen de levage, soit par sous-marin ou aéronef.
On distingue :
- le mouillage défensif effectué pour protéger une zone sensible (accès à un port ami, zone de débarquement susceptible d'être utilisée par l'adversaire...) ou une zone d'opération. Le champ de mines comporte alors un chenal pour permettre le passage des bâtiments amis ;
- le mouillage offensif pratiqué dans une zone contrôlée par l'ennemi (accès à un port, passage resserré utilisé par les forces adverses...). Dans ce cas, le mouillage est effectué par un moyen discret (sous-marin ou bien aéronef de nuit).

## Les contre-mesures
En dehors des mesures de protections individuelles ou organiques (self-protective measures) qui visent à réduire les différentes signatures des navires (acoustiques, magnétiques…) des mesures actives d’interférence avec les mines sont à l’essai. Plus communément connues sous le nom de « Mine jamming », elles visent à empêcher les mines de réagir à une influence externe par la production d’un signal d’interférence ou de saturation du senseur.

### Actions préventives
Les actions préventives consistent à empêcher avions, sous-marins ou navires ennemis de venir mouiller des mines dans les zones sensibles amies.

### Immunisation
L'immunisation consiste à rendre les bâtiments de combat moins sensibles au déclenchement des mines à influence.
Vis-à-vis des mines magnétiques, les bâtiments sont dotés d'un circuit d'immunisation constitué de différentes boucles électriques qui parcourent le navire et dans lesquelles passe un courant continu dont l'intensité annule le champ magnétique du bâtiment. Le réglage des courants dans chaque boucle est régulièrement vérifié en faisant passer le navire dans une station de mesure magnétique.
Pour les signatures acoustiques et l'onde de pression, la meilleure mesure préventive est la réduction de la vitesse. Il y a encore quelques années, seuls les sous-marins et les navires de guerre des mines faisaient l'objet d'une recherche avancée en matière de réduction du niveau de bruit. Aujourd'hui, face au danger des mines « intelligentes » tous les navires de combat font l'objet, dès la construction, des mêmes mesures d'autoprotection acoustique.

## La lutte contre les mines

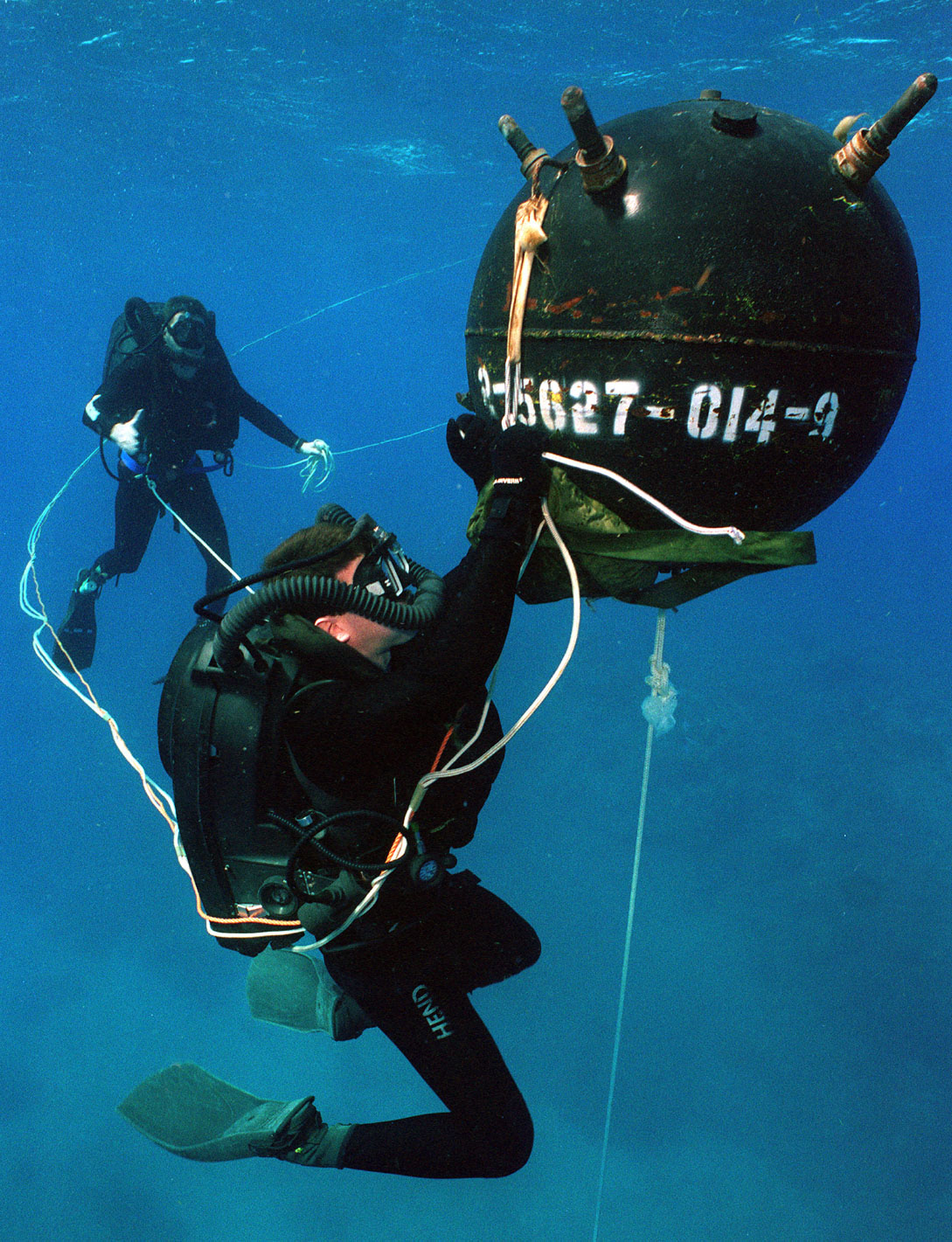
Plongeur démineur de l'US Navy en exercice

La lutte contre les mines consiste à « nettoyer » une zone minée ou susceptible d'être minée. Ces opérations sont effectuées par des navires de guerre des mines.

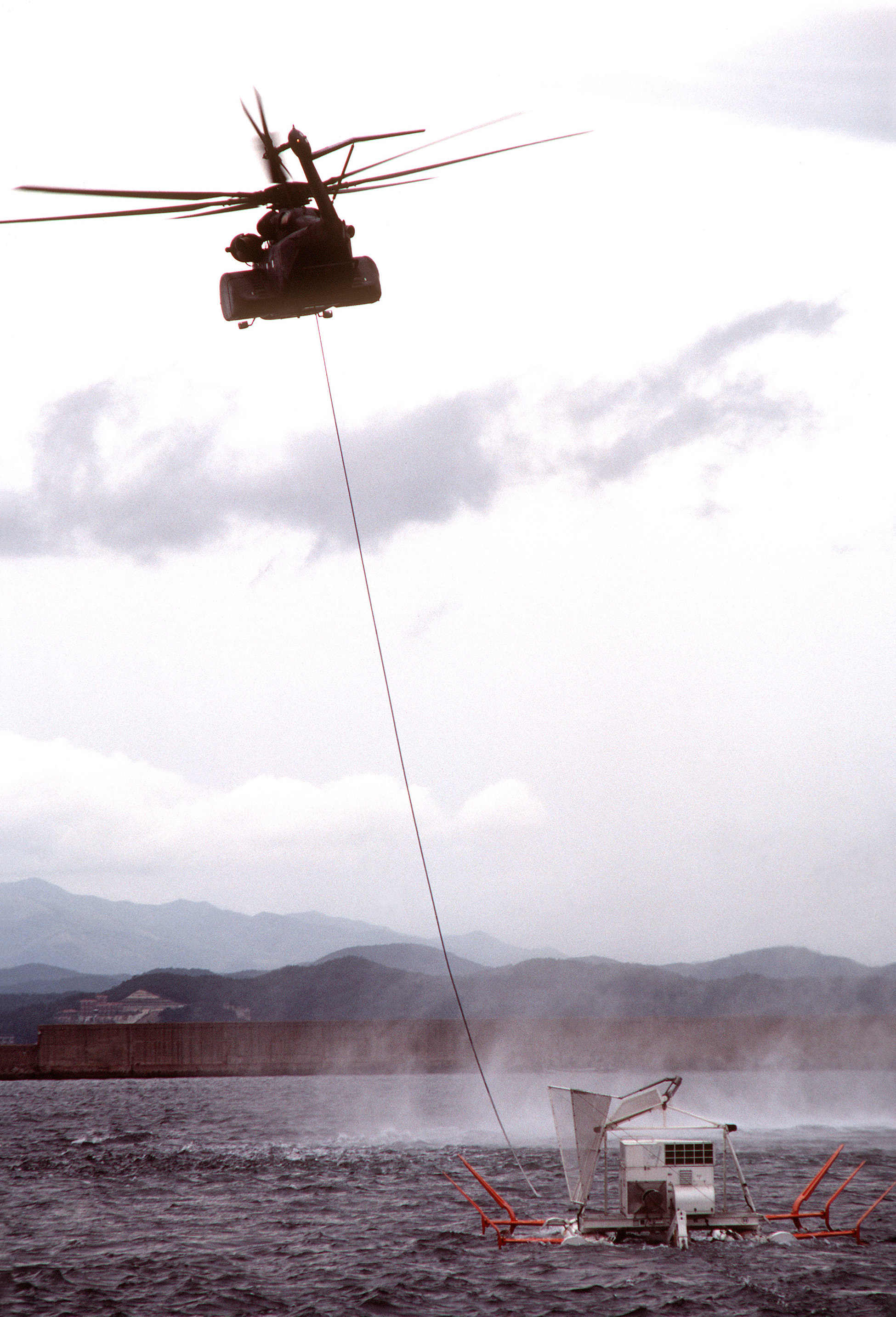
Un Sikorsky CH-53E Super Stallion tirant un engin de guerre des mines

De plus en plus, afin de diminuer les risques pour les équipages, on fait appel pour la recherche des mines à des engins autonomes ou semi-autonomes sous-marins comme le REMUS.

### Le dragage de mines
C'est le rôle du dragueur de mines. Il procède à 2 types de dragage : le dragage mécanique et le dragage à influences.
- Le dragage mécanique utilise une drague mécanique qui est constituée par deux câbles en acier (les brins de drague) immergés entre deux eaux à une profondeur voulue au moyen d'un panneau métallique (le plongeur), soutenus par des flotteurs (les « cochonnets ») et écartées par d'autres panneaux métalliques (les divergents). Les brins de drague sont armés de cisailles, explosives ou non, pour couper l'orin de la mine. L'orin est un câble d'acier qui relie la mine à son « crapaud » (lourde masse de métal ou de béton), qui la retient au fond. Quand l'orin est cisaillé, la mine remonte à la surface. Il faut alors la détruire au fusil ou au canon léger

C'est pourquoi le dragage mécanique se pratique de jour.
- Le dragage à influences fait exploser la mine en provoquant sa mise à feu qui peut être magnétique ou acoustique ou les deux à la fois :
  - La drague magnétique est constituée par un câble électrique formant une boucle, parcouru par un courant de forte intensité imitant la signature magnétique d'un navire.
  - La drague acoustique est un bruiteur (à marteau ou à piston, selon les fréquences), remorqué entre deux eaux et imitant la signature acoustique d'un navire.

On remorque souvent ensemble les dragues magnétiques et acoustiques pour influencer les mines magnéto-acoustiques. (dragage magnéto-acoustique).
Le dragage à influence peut se pratiquer le jour ou la nuit.
Le dragage mécanique se heurte aux obstructeurs de dragage (tronçon en chaîne sur l'orin, roue à rocher, mines bouquet...), quant au dragage à influences, il est compliqué par les progrès constants des mises de feu des mines de fond à influence : sélection des bandes de fréquence acoustique correspondant à un type déterminé de navire, mine compteur (mise de feu ne s'activant qu'après un certain nombre de passages), horloge (activation de la mine qu'à certaines périodes), combinaison des influences, etc.
- Il existe aussi des mines à dépression qui sont influencées par la masse d'eau déplacée par un bâtiment passant à proximité.

C'est pourquoi le dragage qui ne peut donner qu'une certaine probabilité de nettoyage d'un chenal dragué, n'est plus pratiqué dans les marines modernes. Il a été progressivement remplacé par les systèmes de chasse aux mines qui utilisent des sonars et associent des moyens de dragage mécanique à l'emploi de petits sous-marins "poisson auto propulsé" (PAP-104), en service dans la marine nationale française depuis 1977, et de plongeurs démineurs pour la neutralisation des mines à influences.

### La chasse aux mines

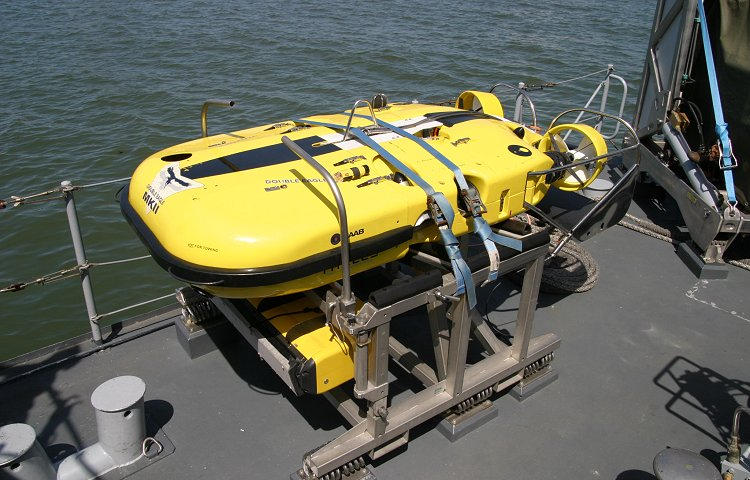
Sonar propulsé à immersion variable sur le pont du chasseur de mines français Andromède

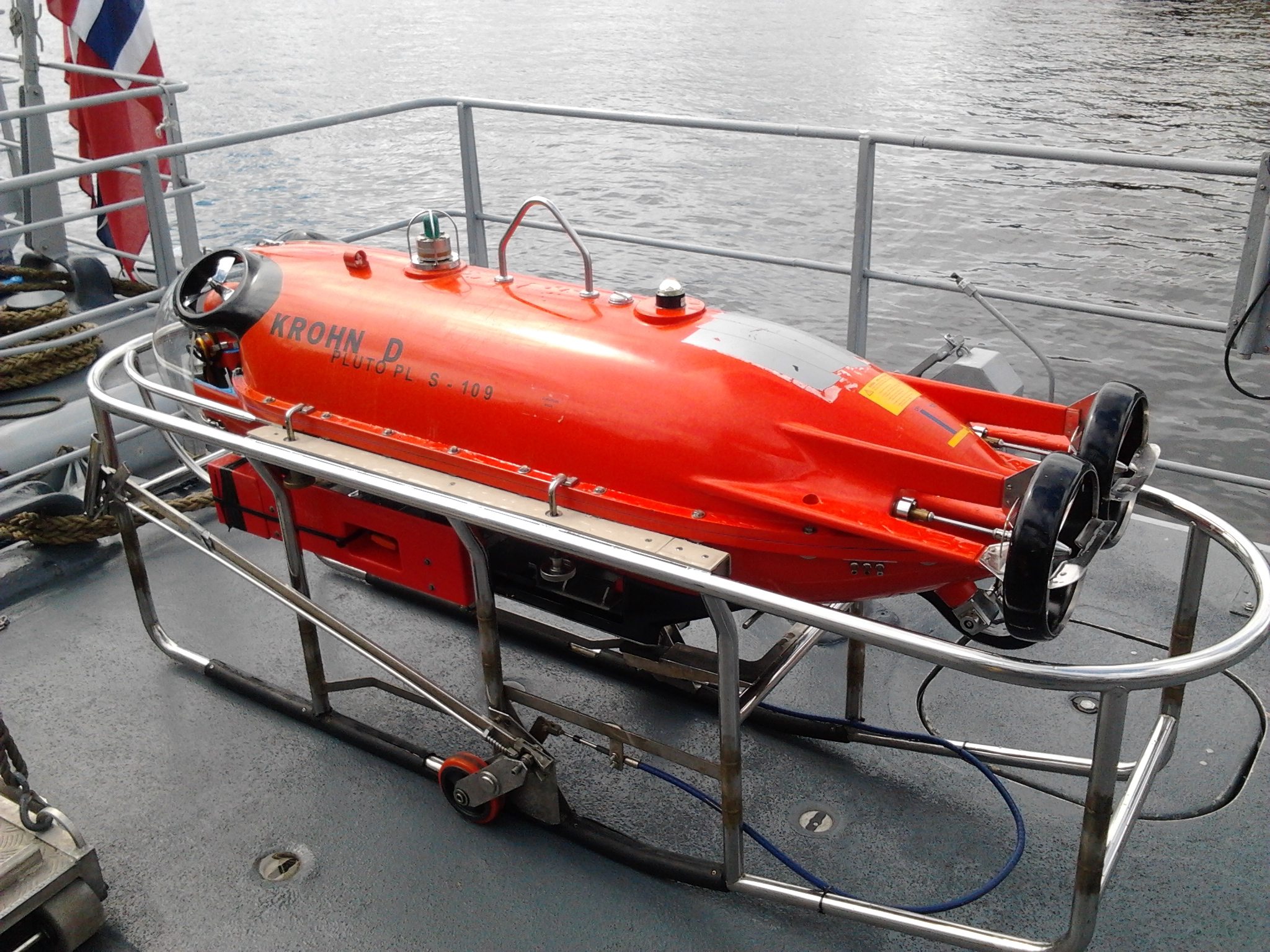
Pluto Plus AUV embarqué par la Classe Segura pour l'identification des mines et leur destruction par le navire de guerre des mines

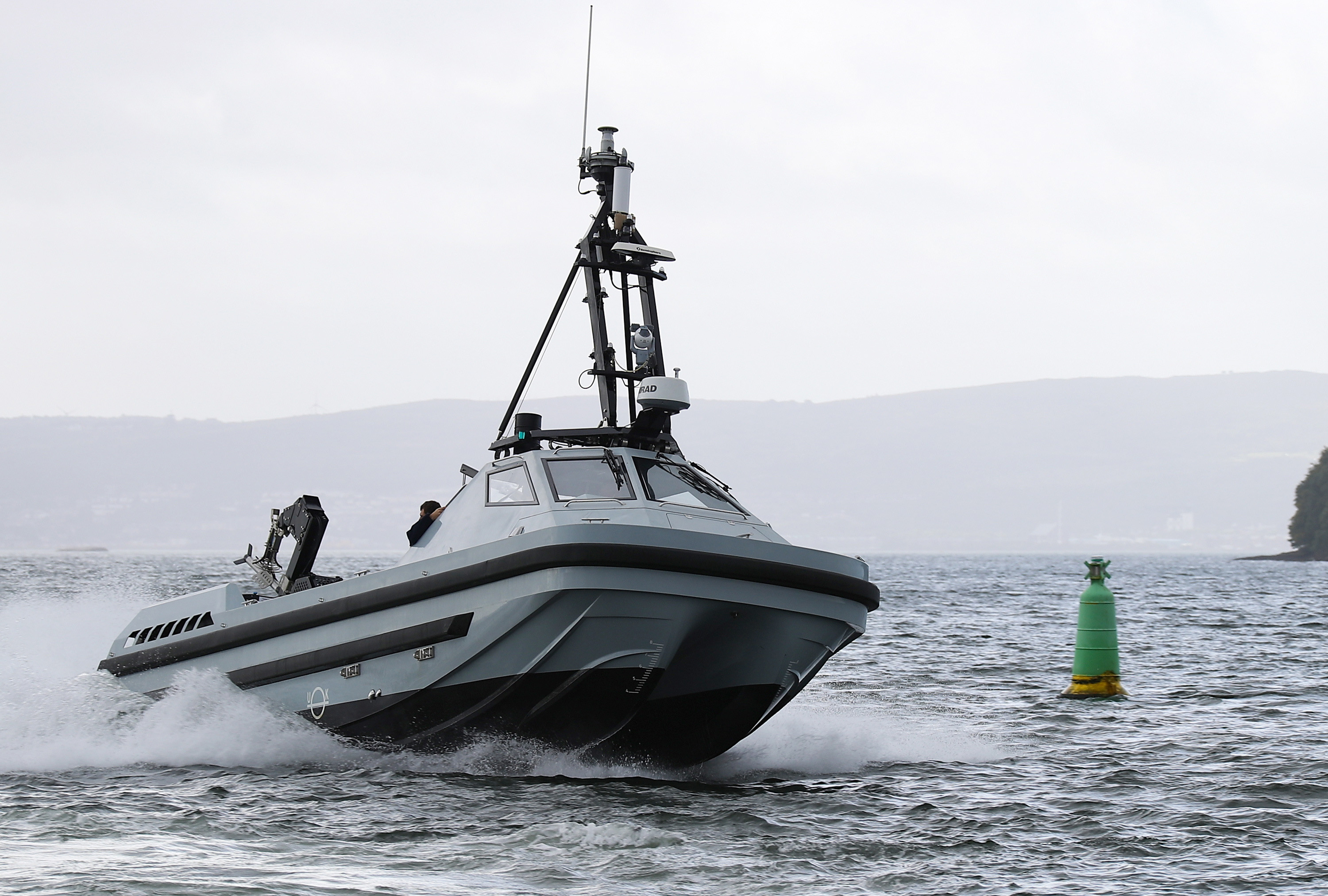
RNMB Harrier, drone de surface naval de guerre des mines (2020)

C'est le rôle du chasseur de mines. Actuellement, la chasse aux mines est confiée à ce type de bâtiments très spécialisés. Ce sont de petites unités d'un déplacement de 400 à 500 tonnes, long d'une cinquantaine de mètres et disposant souvent de 2 modes de propulsion : Diesel pour la navigation courante et électrique, donc très silencieux, en opération de chasse au mines. Leur tirant d'eau est faible (environ 3,50 mètres) pour naviguer dans des eaux peu profondes. Très maniables aussi afin de pouvoir aller au plus près des côtes, dans des chenaux difficiles, là où précisément les circonstances sont favorables au mouillage des mines. 
Les opérations consistent à détecter les mines (ou autres explosifs) posées sur le fond, les identifier une à une, puis à les détruire sur place. Il s'agit donc d'un processus plus lent que le dragage, mais plus sûr.
Les chasseurs de mines tripartites ont des coques en combiné verre résine (CVR) et des superstructures en alliage d'aluminium. Ils sont équipées d'un circuit d'immunisation. Les équipements bruyants et vibrants (machines et auxiliaires) sont montés sur des plots pour éviter bruits et vibrations, susceptibles de déclencher la mise à feu d'une mine à influence. Ces bâtiments sont équipés de sonars à haute définition, de coque ou remorqués qui donnent une image des fonds marins. Les chasseurs de mines tripartites embarquent des robots sous-marin filoguidés, le PAP-104 pour "Poisson Auto Propulsé.
Par eaux troubles, il est nécessaire d'avoir recours à des plongeurs démineurs qui identifient les mines et posent les explosifs nécessaires à leurs pétardements.
Construits entre 1981 et 1989, 35 chasseurs de mines classe Tripartite ont été construits pour la Marine nationale française, le Marine royale néerlandaise et la Composante navale de l'armée belge.
On rencontre désormais le drone de surface naval pour la guerre des mines.

## Historique

### Les premières utilisations
- Guerre d'indépendance des États-Unis.
- Guerre de Crimée.

### La guerre de Sécession
Pendant la guerre de Sécession, les mines marines sont devenues pour la Confederate States Navy une arme stratégique pour limiter les mouvements de l'Union Navy, supérieure en nombre.
Cela a conduit à développer des systèmes et des tactiques pour les contrer, mais presque tous étaient cependant des innovations ad hoc créées par des commandants de navires, car aucune infrastructure au sein de la marine de l'Union n'était axée sur la conception et la lutte contre les mines. En revanche, la marine confédérée avait une infrastructure fortement engagée dans la recherche et développement de ces armes, incluant un « corps de sapeurs » et un réseau d'espionnage pour accroître l'efficacité des mines du Sud. À la fin de la guerre, 48 navires de l'Union avaient été gravement endommagés ou coulés par des mines confédérées ; les mines sudistes ont également coulé 11 navires confédérés.

### La Seconde Guerre mondiale
Voir aussi : Opération Royal Marine (en)
Le sperrbrecher, utilisé en particulier par les Allemands durant la Seconde Guerre mondiale.

### Le minage durant les guerres du Golfe
Durant la guerre Iran-Irak, les deux belligérants essayèrent de bloquer l'exportation de pétrole de leur adversaire. L'Iran mouilla secrètement des mines à l'aide de navires marchands dans le golfe Persique et en mer Rouge. Cela entraîna une réaction des marines occidentales pour stopper ces opérations et déminer les eaux internationales.

### Le minage des eaux territoriales et intérieures nicaraguayenne
Dans le cadre d'actions contre le gouvernement sandiniste du Nicaragua ayant pris le pouvoir dans les années 1980, l'administration Reagan fit miner des ports de ce pays secrètement avec des engins conçu spécialement par la CIA avec une faible charge explosive pour ne pas couler de navires mais gêner le trafic maritime.